# Ophichthus brevicaudatus
Ophichthus brevicaudatus är en fiskart som beskrevs av Chu, Wu och Jin, 1981. Ophichthus brevicaudatus ingår i släktet Ophichthus och familjen Ophichthidae. Inga underarter finns listade i Catalogue of Life.